# 小約瑟夫·勞森·霍奇斯
小約瑟夫·勞森·霍奇斯（英語：Joseph Lawson Hodges Jr.，1922年4月10日—2000年3月1日）是一名美國統計學家。他於1949年在加利福尼亞大學柏克萊分校獲得博士學位，並加入該校統計學系。
霍奇斯於1922年出生於路易斯安那州什里夫波特，並在亞利桑那州鳳凰城長大。他於1942年獲得加利福尼亞大學柏克萊分校的學士學位。1944年夏天，他加入了一個作戰分析小組，經過一些培訓後，在關島哈蒙空軍基地的第二十航空隊中擔任這一職務（與他的新晉統計學家埃里希·萊曼和喬治·尼科爾森（George Nicholson）一起）。戰後他又在華盛頓特區繼續工作了一年，在那裡他遇到西奧多拉·簡·龍（Theodora Jane Long），他們於1947年結婚。之後，他加入加利福尼亞大學柏克萊分校的新統計項目，並在那裡度過他的職業生涯。
霍奇斯最著名的是他對統計學領域的貢獻，包括霍奇斯-萊曼估計器、最近鄰居規則（與伊芙琳·費克斯合作）和霍奇斯估計器。

## 出版書籍
- Hodges, Joseph L.; Lehmann, E. L. . Holden-Day. 1964.

## 外部連結
- 小約瑟夫·勞森·霍奇斯在數學譜系計畫的資料。
- 在Find a Grave上的小約瑟夫·勞森·霍奇斯